# WLTO
De Westelijke Land- en Tuinbouworganisatie (WLTO) was een organisatie voor boeren en tuinders in Noord- en Zuid-Holland. De organisatie is in 1991 ontstaan door fusie tussen de Katholieke Land- en Tuinbouwbond (LTB) en de Hollandsche Maatschappij van Landbouw (HMvL). In 2005 is de WLTO samen met de Gewestelijke Land- en Tuinbouworganisatie (GLTO) en de Noordelijke Land- en Tuinbouworganisatie (NLTO) opgegaan in Land- en Tuinbouworganisatie Noord (LTO Noord).